# اندرو اندرسون (تنیس‌باز)
 اندرو اندرسون (انگلیسی: Andrew Anderson؛ زاده ۸ آوریل ۱۹۸۳) یک تنیس‌باز اهل آفریقای جنوبی است.